# Liên kết hydro

Mô hình liên kết hydro (1) giữa các phân tử nước

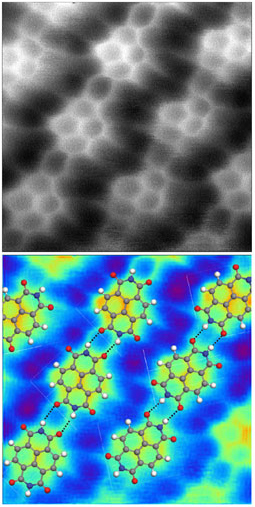
Hình ảnh AFM của các phân tử diimide napthalenetetracarboxylic trên silicon, tương tác thông qua liên kết hydro, được chụp ở 77 K. ("Liên kết hydro" trong hình ảnh trên cùng được phóng đại do các kỹ thuật hình ảnh.)

Liên kết hydro (thường được viết tắt không chính thức là liên kết H) là lực hút tĩnh điện chủ yếu giữa nguyên tử hydro (H) liên kết cộng hóa trị với một nguyên tử hoặc nhóm có độ âm điện cao hơn, đặc biệt là các nguyên tố bậc hai nitơ (N), oxy (O), hoặc flo (F) Cách nguyên tố cho điện tử tới liên kết hydro (Dn) và một nguyên tử có độ âm điện khác mang một cặp electron đơn độc - nguyên tố nhận điện tử (Ac). Một hệ thống tương tác như vậy thường được ký hiệu là Dn–H···Ac, trong đó đường liền nét biểu thị một liên kết cộng hóa trị hoàn toàn và đường chấm chấm hoặc nét đứt cho biết đây là liên kết hydro. Việc sử dụng ba chấm ở giữa cho liên kết hydro được IUPAC đặc biệt khuyến nghị. Có một thỏa thuận chung rằng thực sự có một thành phần cộng hóa trị nhỏ trong liên kết hydro, đặc biệt là đối với các liên kết hydro trung bình đến mạnh (> 5 kcal/mol), mặc dù tầm quan trọng của hóa trị trong liên kết hydro còn đang được tranh luận. Ở phía đối diện của thang đo, không có ranh giới rõ ràng giữa liên kết hydro yếu và tương tác van der Waals (ví dụ, lưỡng cực - lưỡng cực).
Liên kết hydro có thể là liên phân tử (xảy ra giữa các phân tử riêng biệt) hoặc nội phân tử (xảy ra giữa các phần của cùng một phân tử). Tùy thuộc vào bản chất của các nguyên tử người cho và người nhận tạo thành liên kết, hình học và môi trường của chúng, năng lượng của liên kết hydro có thể thay đổi trong khoảng từ 1 đến 40 kcal / mol. Điều này làm cho chúng mạnh hơn một chút so với tương tác van der Waals và yếu hơn so với liên kết cộng hóa trị hoặc ion hoàn toàn. Loại liên kết này có thể xảy ra trong các phân tử vô cơ như nước và trong các phân tử hữu cơ như DNA và protein.
Liên kết hydro chịu trách nhiệm cho nhiều tính chất vật lý và hóa học dị thường của các hợp chất N, O và F. Đặc biệt, liên kết hydro liên phân tử chịu trách nhiệm cho điểm sôi cao của nước (100   °C) so với các hydride nhóm 16 khác có liên kết hydro yếu hơn nhiều. Liên kết hydro nội phân tử chịu trách nhiệm một phần cho cấu trúc bậc hai và bậc ba của protein và axit nucleic. Nó cũng đóng một vai trò quan trọng trong cấu trúc của các polyme, cả tổng hợp và tự nhiên.

Các liên kết hydro yếu hơn  được biết đến với các nguyên tử hydro liên kết với các nguyên tố như lưu huỳnh (S) hoặc clo (Cl); thậm chí carbon (C) có thể đóng vai trò là một nguyên tử cho electron, đặc biệt khi carbon hoặc một trong những nguyên tố láng giềng của nó có độ âm điện (ví dụ, trong cloroform, aldehyd và acetylen cuối). Dần dần, người ta đã nhận ra rằng có nhiều ví dụ về liên kết hydro yếu hơn liên quan đến nguyên tố cho điện tử khác ngoài N, O, hoặc F và/hoặc nguyên tố nhận Ac với độ âm điện tiếp cận với hydro (chứ không phải là độ âm điện lớn hơn nhiều). Mặc dù các tương tác liên kết hydro "phi truyền thống" này thường khá yếu (~ 1 kcal/mol), nhưng chúng cũng có mặt khắp nơi và ngày càng được công nhận là các yếu tố kiểm soát quan trọng trong tương tác phối tử thụ thể trong hóa dược hoặc tương tác giữa các phân tử trong vật liệu khoa học. Định nghĩa về liên kết hydro đã dần dần mở rộng theo thời gian để bao gồm các tương tác hấp dẫn yếu hơn này. Năm 2011, một nhóm nhiệm vụ IUPAC đã đề xuất một định nghĩa dựa trên bằng chứng hiện đại về liên kết hydro, được công bố trên tạp chí IUPAC Pure and Application Chemistry. Định nghĩa này quy định: 
The hydrogen bond is an attractive interaction between a hydrogen atom from a molecule or a molecular fragment X–H in which X is more electronegative than H, and an atom or a group of atoms in the same or a different molecule, in which there is evidence of bond formation.

 Là một phần của danh sách các tiêu chí chi tiết hơn, ấn phẩm IUPAC thừa nhận rằng sự tương tác hấp dẫn có thể phát sinh từ một số sự kết hợp của tĩnh điện (tương tác đa cực và đa cực tạo đa cực), cộng hóa trị (chuyển điện tích bằng cách chồng chéo quỹ đạo điện tử) và phân tán (lực London), và nói rằng tầm quan trọng tương đối của mỗi loại liên kết sẽ khác nhau tùy thuộc vào hệ thống. Tuy nhiên, một chú thích cho tiêu chí khuyến nghị loại trừ các tương tác trong đó phân tán là tác nhân đóng góp chính, đặc biệt đưa Ar --- CH4 và CH4 --- CH4 làm ví dụ về các tương tác đó được loại trừ khỏi định nghĩa trên.
Tuy nhiên, hầu hết các sách giáo khoa giới thiệu vẫn hạn chế định nghĩa liên kết hydro với loại liên kết hydro "cổ điển" được đặc trưng trong đoạn mở đầu.

## Liên kết

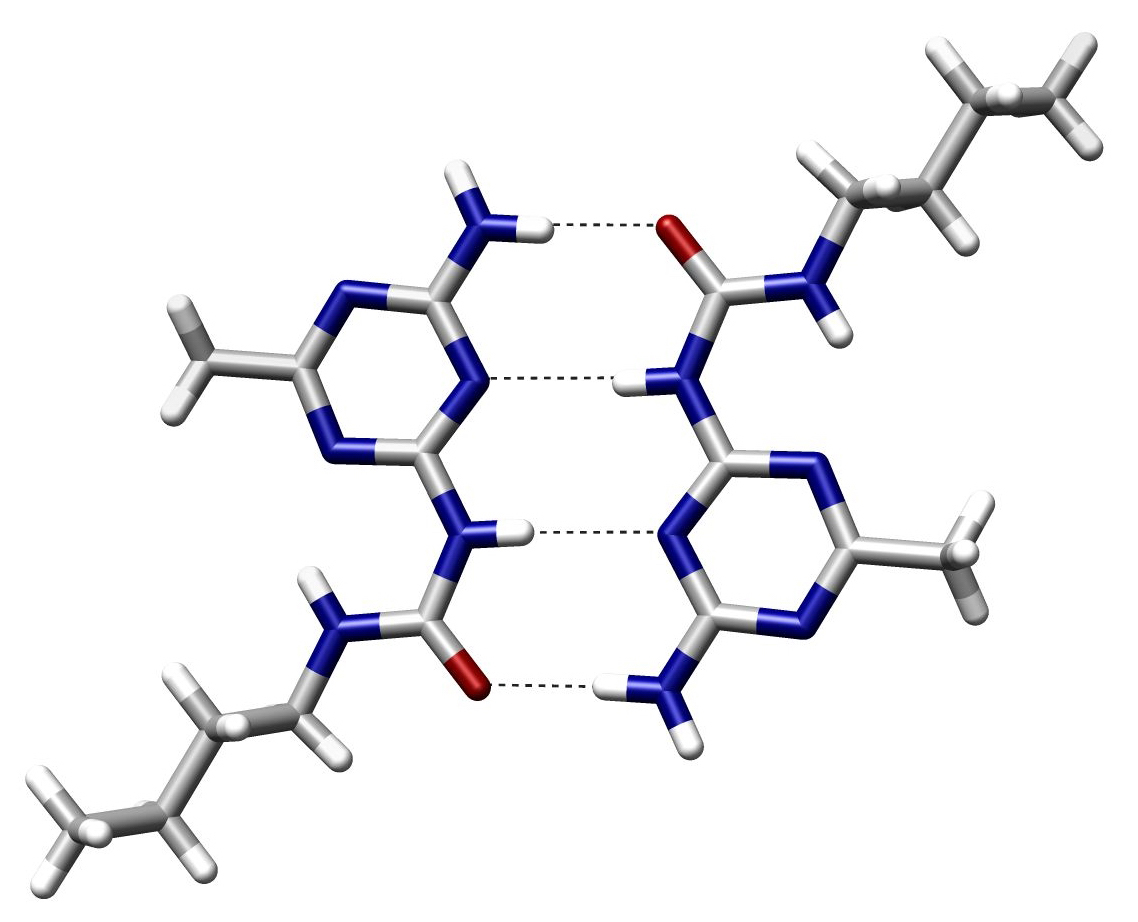
Một ví dụ về liên kết hydro liên phân tử trong phức chất dimer tự lắp ráp. Các liên kết hydro được minh họa bằng các đường chấm đứt.

Liên kết hydro nội phân tử trong acetylacetone giúp ổn định tautome enol.

### Điều kiện cần và đủ để tạo thành liên kết hidro
- Nguyên tử hidro liên kết với các nguyên tử có độ âm diện lớn như F, O, N,...

- Nguyên tử F, O, N,... liên kết với hidro phải có ít nhất một cặp electron hoá trị chưa liên kết.

### Định nghĩa và đặc điểm chung
Một nguyên tử hydro gắn liền với một nguyên tử tương đối có độ âm là người cho liên kết hydro. Liên kết CH chỉ tham gia vào liên kết hydro khi nguyên tử carbon liên kết với các nhóm thế điện tử, như trường hợp của cloroform, CHCl3. Trong một liên kết hydro, nguyên tử âm điện không liên kết cộng hóa trị với hydro được đặt tên là chất nhận proton, trong khi đó liên kết cộng hóa trị với hydro được đặt tên là chất cho proton. Mặc dù danh pháp này được IUPAC  khuyến nghị, nhưng nó có thể gây hiểu nhầm, vì trong các liên kết chấp nhận của nhà tài trợ khác, việc gán nhà tài trợ / chấp nhận dựa trên nguồn của cặp electron (danh pháp đó cũng được sử dụng cho liên kết hydro tác giả ). Trong các nhà tài trợ liên kết hydro, trung tâm H là protic. Các nhà tài trợ là một axit Lewis. Các liên kết hydro được biểu diễn dưới dạng hệ thống H···Y, trong đó các chấm đại diện cho liên kết hydro. Các chất lỏng cho thấy có liên kết hydro (như nước) được gọi là chất lỏng liên quan. 

Dimer chu kỳ của axit axetic; đường màu xanh nét đứt thể hiện liên kết hydro

Liên kết hydro thường được mô tả là tương tác lưỡng cực tĩnh điện - lưỡng cực. Tuy nhiên, nó cũng có một số tính năng của liên kết cộng hóa trị: đó là có định hướng và mạnh, tạo ra khoảng cách tương tác ngắn hơn tổng của bán kính van der Waals và thường liên quan đến một số đối tác tương tác hạn chế, có thể được hiểu là một loại hóa trị. Các tính năng cộng hóa trị này là đáng kể hơn khi nguyên tố chấp nhận điện tử liên kết các nguyên tử hydro từ các nguyên tố cho điện tử có độ âm điện cao hơn.

#### Ảnh hưởng của liên kết hidro đến nhiệt độ sôi và nhiệt độ nóng chảy
| Nhiệt độ nóng chảy và nhiệt độ sôi của một số chất | Nhiệt độ nóng chảy và nhiệt độ sôi của một số chất | Nhiệt độ nóng chảy và nhiệt độ sôi của một số chất | Nhiệt độ nóng chảy và nhiệt độ sôi của một số chất |
|                                                    | H2O                                                | H2S                                                | CH4                                                |
| Nhiệt độ nóng chảy (⁰C)                            | 0                                                  | -85,6                                              | -182,5                                             |
| Nhiệt độ sôi (⁰C)                                  | 100                                                | -60,75                                             | -161,58                                            |
| -------------------------------------------------- | -------------------------------------------------- | -------------------------------------------------- | -------------------------------------------------- |

Bảng trên cho thấy ảnh hưởng của liên kết hidro nên nhiệt độ nóng chảy và nhiệt độ sôi của H2O cao hơn nhiều so với H2S và CH4